# Reskript
Reskript (lat. rescriptum) kallades i romerska riket kejserliga svarsskrivelser på framställningar av enskilda, ämbetsmän eller myndigheter i omtvistade frågor eller tvivelaktiga rättsfall. Ordet har även senare i många stater använts för att beteckna en från statschefen (eller annan högre myndighet) utgången bestämmelse i ett visst fall.